# Jean Alexandre
Jean-Marc Alexandre (Verrettes, 24 agosto 1986) è un ex calciatore haitiano, di ruolo attaccante.

## Carriera

### Nazionale
Viene convocato per la Copa América Centenario negli Stati Uniti.

## Palmarès

### Club
- Campionato MLS: 1

Real Salt Lake: 2009